# Danh sách trò chơi Game Boy Color bị hủy
Các trò chơi sau đây ban đầu được công bố là tựa game dành cho hệ máy Game Boy Color, tuy nhiên sau đó đã bị các nhà phát triển hoặc nhà xuất bản hủy bỏ hoặc trì hoãn vô thời hạn.
| Tựa                                       | Ngày hủy                 | Phát triển                 | Phát hành                                |
| ----------------------------------------- | ------------------------ | -------------------------- | ---------------------------------------- |
| Banjo-Kazooie: Grunty's Curse             | 1999                     | Rare                       | Nintendo                                 |
| Carmageddon TDR 2000                      | 2000                     | Torus Games                | Sales Curve                              |
| Crash Bandicoot: The Huge Adventure       | 2000                     | Vicarious Visions          | Vivendi Universal Interactive Publishing |
| Daigasso! Band Brothers                   | Tháng 9 năm 2001         | Nintendo                   | Nintendo                                 |
| Densetsu no Stafy                         | 1999                     | TOSE                       | Nintendo                                 |
| Dino Crisis                               | 2000                     | M4 / Fluid Studios         | Capcom                                   |
| Futurama                                  | 2002                     | Unique Development Studios | Fox Interactive                          |
| Gekido                                    | 2000                     | NAPS team                  | Interplay                                |
| Gimmick Land                              | 2000                     | AlphaDream                 | AlphaDream                               |
| Kiss: Psycho Circus: The Nightmare Child  | Ngày 18 tháng 7 năm 2000 | GOD Games                  | Rockstar Games                           |
| Legend of Zelda: Mystical Seed of Courage | 2000                     | Flagship                   | Nintendo                                 |
| Metroid II: Return of Samus DX            | 1998                     | Intelligent Systems        | Nintendo                                 |
| Mythri                                    | 2005                     | Team XKalibur              |                                          |
| NBA Live 2000                             | Tháng 11 năm 1999        | Handheld Games             | THQ                                      |
| Pokémon Picross                           | 1999                     | Jupiter Corporation        | Nintendo                                 |
| Resident Evil                             | 2000                     | HotGen                     | Capcom                                   |
| San Francisco Rush: Extreme Racing        | 1998                     | Midway Games               | Midway Games                             |
| Sea-Doo Hydrocross                        | Tháng 10 năm 2000        | Vicarious Visions          | Vatical Entertainment                    |
| South Park                                | 1998                     |                            | Acclaim Entertainment                    |
| The Thing                                 | 2000                     | Universal Interactive      | Konami                                   |
| The Three Stooges                         | 2001                     | Metro3D, Inc.              | Cinemaware                               |
| Thrasher Presents Skate and Destroy       | 1999                     | Z-Axis                     | Rockstar Games                           |
| Titus Jr.                                 | 1998                     | Genetic Fantasia           | Titus Interactive                        |
| Tyrannosaurus Tex                         | Fall 2000                | Slitherine Software        | Eidos Interactive                        |